# شتيفان بيندر
شتيفان بيندر (بالألمانية: Stefan Binder)‏ (12 أكتوبر 1978 في ألمانيا - ) هو لاعب كرة قدم ألماني في مركز الدفاع. لعب مع يان ريغينسبورغ وSV Wacker Burghausen ‏ وSportfreunde Siegen ‏.

## وصلات خارجية
- ستيفان بيندر على موقع قاعدة بيانات كرة القدم.إي يو (الإنجليزية)
- ستيفان بيندر على موقع بيانات كرة القدم. دي إي (الألمانية)
- ستيفان بيندر على موقع عالم كرة القدم.نت (الإنجليزية)